# Der Spion, der aus der Kälte kam (Roman)

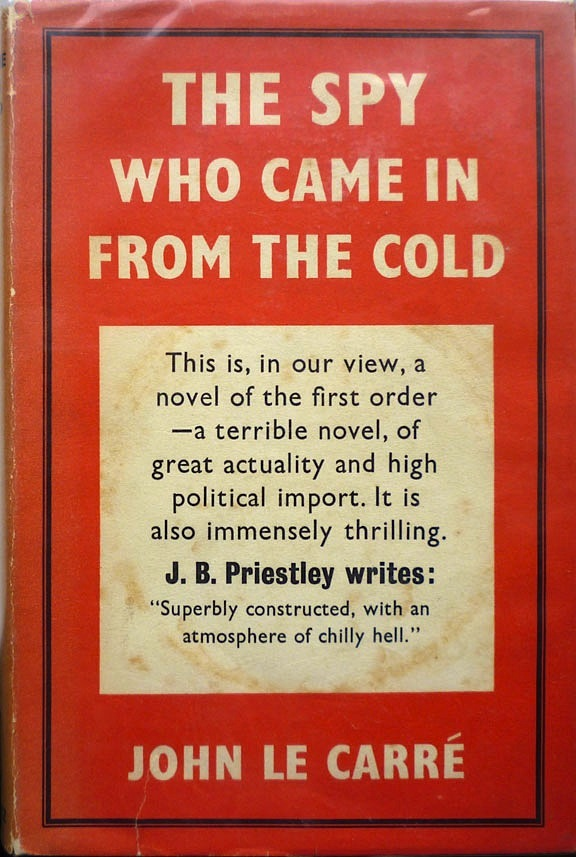
Umschlag der Erstausgabe bei Victor Gollancz Ltd.

Der Spion, der aus der Kälte kam (Originaltitel: The Spy Who Came In from the Cold) ist die deutschsprachige Ausgabe des dritten Romans – und zweiten Spionageromans – des britischen Schriftstellers John le Carré. Mit ihm gelang le Carré 1963 der internationale Durchbruch. Er schrieb den Roman in fünf Wochen, zu einer Zeit, als er, wie er 1989 in einem Vorwort zu einer Neuauflage schrieb, „in Beruf und Privatleben zutiefst unglücklich war“.
Das Buch wurde mit dem britischen Gold Dagger (1963) und dem amerikanischen Edgar Award (1965) als bester Kriminalroman des Jahres ausgezeichnet und bekam 1964 den Somerset Maugham Award, 2005 sogar den Dagger of Daggers.
Die deutschsprachige Übersetzung von Christian Wessels und Manfred von Conta erschien erstmals 1964 im Zsolnay Verlag (Wien und Hamburg). Seither ist der Roman ein Bestseller geblieben, der Dutzende von Auflagen erlebte – auch als Lizenzausgabe in verschiedenen Verlagen. Allein der Rowohlt-Verlag (Reinbek bei Hamburg) verkaufte bis 1983 236.000 Exemplare des Buches. Anlässlich des 50-jährigen Jubiläums der Erstauflage veröffentlichte der Ullstein-Verlag eine Neuübersetzung von Sabine Roth.

## Handlung
Der Roman spielt kurz nach dem Bau der Berliner Mauer. Alec Leamas ist Leiter des Berliner Büros des britischen Secret Service. Von West-Berlin aus hat er ein Spionage-Netz in der DDR aufgebaut. Alle seine Agenten werden jedoch von seinem Widersacher Mundt umgebracht, zuletzt ein führender Politiker der DDR. Leamas muss an der Grenze von West-Berlin aus mit ansehen, wie Mundt den letzten noch verbliebenen Agenten in britischen Diensten, Karl Riemeck, erschießen lässt.
Leamas wird von West-Berlin zurück nach London beordert. Sein Chef möchte ihn noch einmal einsetzen, um jenen Mundt auszuschalten. Hierzu soll Leamas sich als Verräter an die DDR verkaufen. Zunächst beginnt für ihn der jähe Abstieg. Er wird offiziell „auf Eis gelegt“, muss langweilige Büroarbeit in der Bankabteilung der Londoner Zentrale des britischen Geheimdienstes ausführen. Als er frühzeitig entlassen wird, kommt das Gerücht auf, er habe Geld unterschlagen. Noch während der Arbeit bei der Bankabteilung fängt er an zu trinken und verwahrlost zunehmend.
Nach seiner Arbeit beim britischen Geheimdienst nimmt er mehrere Jobs an, unter anderem in einer Bibliothek, wo er die junge attraktive Elisabeth Gold, genannt Liz, kennenlernt, welche Mitglied der Kommunistischen Partei ist. Zwischen ihnen entwickelt sich eine Liebesgeschichte. Leamas verabschiedet sich von ihr, bevor er am nächsten Tag einen Ladenbesitzer niederschlägt. Daraufhin wird er verurteilt und kommt ins Gefängnis. Nach seiner Entlassung scheint er völlig mittellos dazustehen, ein ideales Opfer für die Anwerbung durch den gegnerischen Geheimdienst.
Der ostdeutsche Geheimdienst bringt ihn zunächst nach Holland, wo erste Befragungen stattfinden. Leamas erfährt, dass in England nach ihm gefahndet wird und dass sein Bild in allen Tageszeitungen ist – eine Reaktion, mit der er nicht gerechnet hat, da sie nicht den Verabredungen mit seinem Chef entsprechen. Spätestens hier wird deutlich, dass der Verfall Leamas’ zum Spiel der Geheimdienste gehört.
Über West-Berlin gelangt Leamas in die DDR. Er wird dort zunächst von Fiedler verhört, dem Mann unter Mundt, der letzteren hasst. Leamas’ Auftrag ist es, Fiedler die Waffe gegen Mundt zu liefern. Zunächst scheint Mundt den internen Kampf zu gewinnen, dann kommt es jedoch zum Prozess gegen ihn. Der Prozess dreht sich, als Liz als Zeugin auftritt. Sie wurde von Mundt geschickt in die DDR gelockt und weiß, vollkommen verwirrt, gar nicht, was sie sagen soll, um Leamas nicht zu gefährden. Ihre Aussage verstrickt Leamas in Widersprüche, der daraufhin – um sie und Fiedler zu schützen – aussagt, dass das ganze ein britisches Komplott gegen Mundt sei. Am Ende des Prozesses durchschaut er plötzlich „den ganzen grausigen Trick“. Liz erfährt nach dem Prozess von einer Aufseherin („Genossin Kommissar“), dass Leamas und „der Jude – Fiedler“ erschossen werden sollen.
Mundt befreit Liz und Leamas. Auf der Fahrt im Auto nach Berlin, wo sie über die Mauer flüchten sollen, erklärt Leamas Liz, dass Mundt wohl tatsächlich ein englischer Spion ist und durch die ganze Aktion geschützt werden sollte. Auf der Flucht wird Liz an der Berliner Mauer erschossen. Auf der anderen Seite ruft George Smiley, der das Ganze geplant hat, nach Leamas. Statt in den Westen zu springen, klettert dieser wieder von der Mauer zurück zur toten Liz, woraufhin auch er erschossen wird.

## Interpretation
John le Carrés Kriminalroman über Spionage zu Zeiten des Kalten Krieges von 1963 kommt ohne vereinfachendes Schwarz-Weiß-Denken aus: Leamas wird von seinem Chef geopfert, Mundt wird als schrecklicher Mensch dargestellt und Fiedler sympathisch geschildert. Leamas versucht Liz zu erklären, warum Mundt weiterleben kann, während Fiedler sterben muss: Für die Geheimdienste zählt nur das Ergebnis. Auch Fiedler kommt zu dem Schluss, dass die Unterschiede zwischen beiden Regimen nicht sehr groß seien, was die Arbeit und Motivation der Geheimdienste angeht. John le Carré zeichnet ein dunkles, grausames Bild von Geheimdiensten, die vor keinem Mittel zurückzuschrecken scheinen, um ihr Ziel zu erreichen.

## George Smiley
George Smiley ist hier, im Gegensatz zu le Carres ersten beiden Romanen Schatten von gestern und Ein Mord erster Klasse, nicht Protagonist, sondern lediglich eine Randfigur, die im Dienste des Secret Service planerische Aufgaben und vorbereitende Arbeiten übernimmt. Hin und wieder wird auf seine Leistungen im sogenannten „Fall Fennan“ – dem Plot von Schatten von Gestern – hingewiesen, der Geheimdienst-Chef behauptet Leamas gegenüber, Smiley sei gar nicht mehr beim Service, schreibe etwas über das Deutschland des 17. Jahrhunderts und lebe in Chelsea, am Sloane Square in der Bywater Street. „Er mag die Sache nicht … Er findet sie widerwärtig. Er sieht zwar die Notwendigkeit ein, will aber nichts damit zu tun haben ... Sein Fieber läßt merklich nach … Er ist wie ein Chirurg, der kein Blut mehr sehen möchte.“
Und doch taucht Smiley immer wieder auf, er ist derjenige, der Liz Gold besucht und über ihr Verhältnis zu Leamas ausfragt („… klein und ziemlich dick, Er trug eine Brille und war sonderbar, aber sicherlich teuer gekleidet – ein freundlicher, sorgenvoll dreinschauender kleiner Mann …“). Er steht schließlich auf der westlichen Seite der Mauer, Leamas hört seine Stimme, kurz bevor er erschossen wird.

## Verfilmung
1965 wurde der Roman verfilmt, adaptiert von Paul Dehn und Guy Trosper unter der Regie von Martin Ritt. Als Darsteller waren u. a. Richard Burton, Oskar Werner und Claire Bloom beteiligt. Der Film wurde in den Kategorien Best Actor in a Leading Role (Richard Burton) und Best Art Direction-Set Decoration für den Oscar nominiert.

## Verweise
1. ↑  alle Zitate aus: Der Spion, der aus der Kälte kam. Deutsch von Christian Wessels und Manfred von Conta. Zsolnay, Wien, Hamburg 1964.